# Диденко, Алексей Николаевич
Алексе́й Никола́евич Диде́нко (род. 30 марта 1983) — российский общественный и политический деятель. Председатель комитета Государственной думы по региональной политике и местному самоуправлению  VII и VIII созывов (с 5 октября 2016 года). Член фракции ЛДПР.
Депутат Государственной думы VI (2011—2016), VII (2016—2021) и VIII созывов (с 2021 года). Заместитель Руководителя фракции ЛДПР (с 2016 года). Руководитель Центрального аппарата ЛДПР (с 27 февраля 2022 года по 27 мая 2022 года).
Из-за вторжения России на Украину находится под международными санкциями Евросоюза, США, Великобритании и ряда других стран

## Биография
Родился 30 марта 1983 года в селе Почапинцы (ныне Лысянский район, Черкасская область, Украина). После рождения уехал в Томск, где в то время работал и жил отец — Николай Васильевич Диденко. Николай Диденко впоследствии приобрел известность в качестве томского и новосибирского чиновника. C февраля 2013 года Диденко-старший является главой администрации ЗАТО Северск (Томская область). Брат — Сергей Диденко (1981 г.р.).

### Образование
С 1990 по 1993 год Алексей учился в средней школе № 44 города Томска, затем в «Русской классической гимназии No. 2», которую окончил в 2000 году.
В 2005 году с отличием окончил Юридический институт Томского государственного университета. В этом же году Диденко становится координатором Томского регионального отделения ЛДПР.
В 2008 году окончил очную аспирантуру Томского государственного университета.
В 2017 году прошёл обучение в так называемой «школе губернаторов», по программе «Подготовка и переподготовка резерва управленческих кадров» в Российской академии народного хозяйства и государственной службы при президенте Российской Федерации.

### Общественная и политическая деятельность
В 2007 году был избран депутатом Думы Томской области, а в 2010 году — депутатом Думы города Томска. Диденко занимал должность председателя комиссии Томской областной думы по общественной безопасности.
С 2006 по 2008 год был помощником депутата Государственной Думы Владимира Овсянникова, с 2008 по 2010 годы — помощником заместителя председателя Государственной Думы Владимира Жириновского.
С 2008 по 2009 годы Диденко работал преподавателем кафедры общетеоретических и правовых дисциплин Западно-Сибирского филиала ГОУ ВПО «Российская академия правосудия».
В августе 2011 года Диденко заявил, что ЛДПР будет настаивать на смене регионального руководства, если будет поставлен вопрос о продлении полномочий губернатора Виктора Кресса. В феврале 2012 года Дума Томской области утвердила в должности губернатора Сергея Жвачкина.
В декабре 2011 года Диденко был избран в Государственную Думу в составе федерального списка кандидатов, выдвинутого политической партией «Либерально — демократическая партия России» (Общефедеральная часть).
В ноябре 2014 года Диденко был наблюдателем на выборах глав самопровозглашённых ДНР и ЛНР.
Член Высшего Совета ЛДПР (уполномоченный по Сибирскому федеральному округу), первый заместитель Руководителя фракции, руководитель Оргуправления ЦА ЛДПР.
В сентябре 2015 года участвовал в выборах губернатора Кемеровской области. Занял второе место, набрав 1,78 % голосов от числа проголосовавших.
В марте 2016 года Владимир Жириновский назвал Диденко одним из возможных кандидатов в президенты России от ЛДПР на выборах 2018 года.
18 сентября 2016 года избран депутатом Государственной Думы 7 созыва по Томскому одномандатному округу № 181. Ранее ИТАР-ТАСС сообщил, что «Единая Россия» может не выдвинуть кандидата на одном из округов в Томской области ради депутата Диденко. Речь шла о ректоре ТГАСУ Викторе Власове, который на праймериз «Единой России» одержал победу по округу № 181. После сообщений о договоренности между «Единой Россией» и ЛДПР, Власов не подал документы для участия в выборах.
В сентябре 2017 года участвовал в выборах губернатора Томской области. Занял второе место, набрав 19,38 % голосов от числа проголосовавших.
В декабре 2017 года Алексей Диденко возглавил предвыборный штаб Владимира Жириновского.
С 30 марта 2022 года — первый заместитель Руководителя Центрального аппарата ЛДПР.

## Законотворческая деятельность

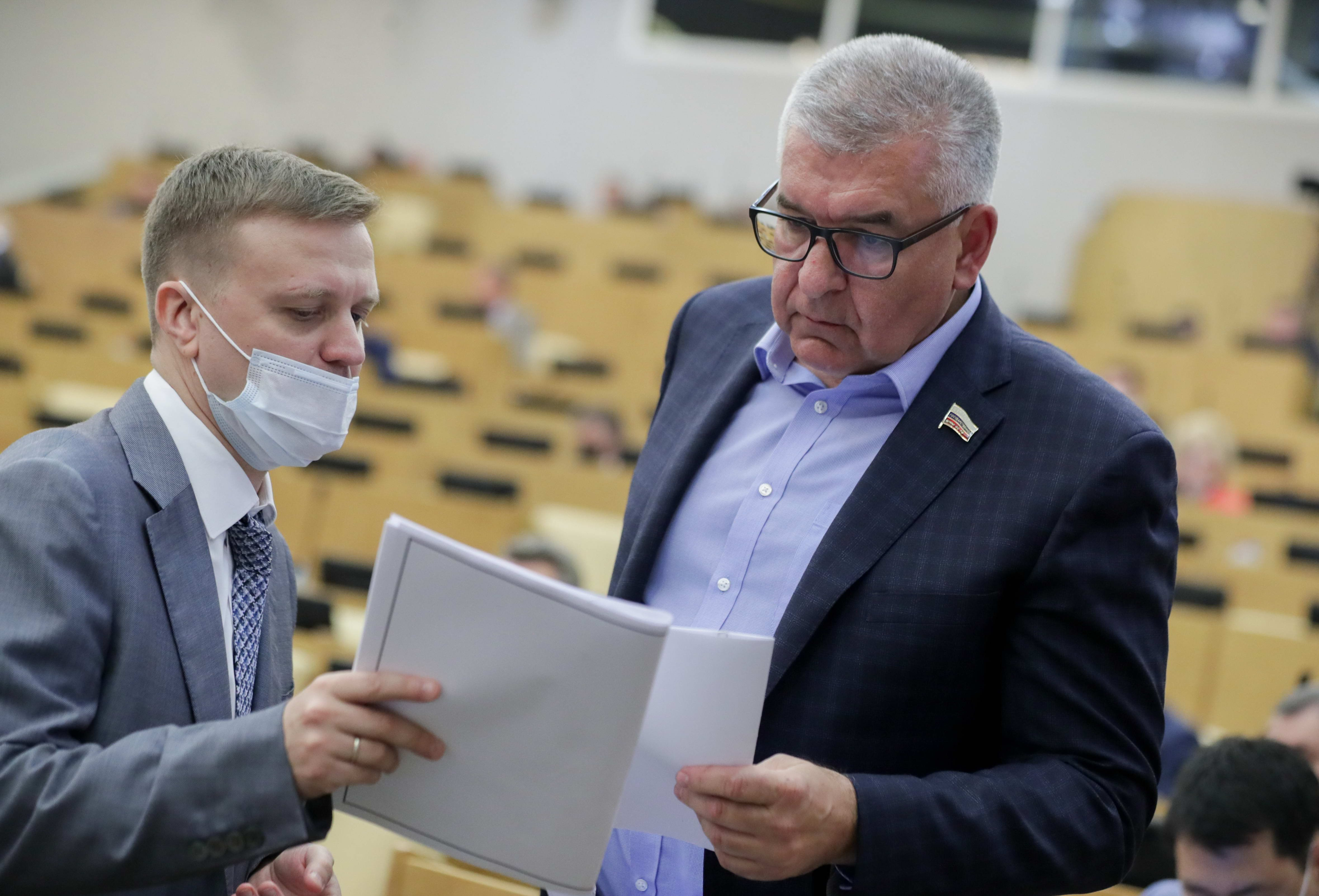
Алексей Диденко и Игорь Сапко на пленарном заседании в Госдуме, 2021 год

Алексей Диденко является Председателем комитета Госдумы по федеративному устройству и вопросам местного самоуправления.
Стал соавтором законопроектов:
— О введении новой прогрессивной шкалы НДФЛ — предусматривает освобождение от уплаты налогов лиц с доходом до 17 тысяч рублей в месяц;
— Об увеличении базового оклада учителям до 35 тысяч рублей в месяц;
— О пособиях для домохозяек в размере 12130 рублей;
— Об отмене транспортного налога;
— Об индексации пенсий работающим пенсионерам;
— О пенсиях и пособиях сельским пенсионерам — закрепляет право на пенсию сельским пенсионерам вне зависимости от места жительства;
— Об индексации пенсий несколько раз в год;
— О ежемесячных компенсационных выплатах лицам, осуществляющим уход за престарелым, нуждающимся по заключению лечебного учреждения в постоянном постороннем уходе либо достигшим возраста 80 лет;
— О ежегодных выплатах в 10 тыс. рублей на школьников («Первосентябрьский капитал»).
Всего в течение 5 лет (2016—2021 г.г.) Алексей Диденко разработал 114 законопроекта.
Диденко выступал с законодательными инициативами по изменению выборного процесса и организации законодательных органов власти. В частности, он предлагал разрешить участие в выборах с 16 лет, понизить проходной барьер в Государственную думу до 2,25 %. Диденко также предлагал внести изменения в федеральный закон «Об общих принципах организации законодательных (представительных) и исполнительных органов государственной власти субъектов Российской Федерации», предусматривающие сокращение численности депутатского корпуса в региональных парламентах и городских думах.
В 2014 году Диденко с коллективом депутатов ЛДПР разработал закон, предусматривающий, в частности, лицензирование собак опасных для человека пород. В этом же году Диденко подготовил поправки в закон «О рекламе», предусматривающие ограничение теле- и радиорекламы в новогодние каникулы.
24 февраля 2016 года Алексей Диденко внёс законопроект о разделении Томской области на два часовых пояса. Данный законопроект предусматривает:
- Оставить город Стрежевой и Александровский район в часовом поясе MSK+3
- Остальную часть региона отнести к часовой зоне MSK+4[56].

В сентябре 2016, предложил понизить возрастной избирательный ценз до 16 лет.
В 2023 году предложил вернуть книгу о средневековом укладе жизни Домострой в систему образования в России. По мнению Диденко, это должен быть предмет в школах и вузах. Также Алексей Диденко назвал украинский язык «языком врага», призвав уничтожить как язык так и Украину, заявив: «Не должно быть ни государства этого, ни языка — вычистить его». После этого депутат томской гордумы Василий Еремин обратился в Генпрокуратуру с требованием проверить Диденко по статье о разжигании ненависти.

## Научная деятельность
По данным от 2015 года, Алексей Диденко работает над кандидатской диссертацией по теме «Становление и развитие парламентаризма в субъектах РФ».

## Санкции
23 февраля 2022 года внесён в санкционные списки стран Евросоюза за действия и политику, которые подрывают территориальную целостность, суверенитет и независимость Украины и ещё больше дестабилизируют Украину.
24 февраля 2022 года включён в санкционный список Канады «близких соратников режима» за голосование о признании независимости «так называемых республик в Донецке и Луганске».
24 марта 2022 года, на фоне вторжения России на Украину, включён в санкционный список США за «соучастие в войне Путина» и «поддержку усилий Кремля по вторжению в Украину», Госдеп США заявил что депутаты Госдумы используют свои полномочия для преследования инакомыслящих и политических оппонентов, нарушают свободу информации, ограничивают права человека и основные свободы граждан России.
Позднее, по аналогичным основаниям, включён в санкционные списки Великобритании, Швейцарии, Австралии, Украины, Японии и Новой Зеландии.

## Награды
- Орден Дружбы[73].
- Медаль ордена «За заслуги перед Отечеством» II степени[74].
- Медаль За возвращение Крыма[73].
- Медаль «Участнику военной операции в Сирии»[73].
- Почётная грамота Президента Российской Федерации[73]
- Благодарность Правительства Российской Федерации (22 июня 2016 года) — за заслуги в законотворческой деятельности и многолетний добросовестный труд[75].
- Юбилейная медаль «МПА СНГ. 25 лет» (13 октября 2017 года, Межпарламентская ассамблея СНГ) — за заслуги в деле развития и укрепления парламентаризма, за вклад в развитие и совершенствование правовых основ функционирования Содружества Независимых Государств, укрепление международных связей и межпарламентского сотрудничества[76]
- Юбилейная медаль «МПА СНГ. 30 лет» (16 ноября 2023 года, Межпарламентская ассамблея СНГ) — за заслуги в деле развития и укрепления парламентаризма, за вклад в развитие и совершенствование правовых основ функционирования Содружества Независимых Государств, укрепление международных связей и межпарламентского сотрудничества[77]

## Личная жизнь
Женат. Воспитывает двоих дочерей.